# オラファー・エリアソン
オラファー・エリアソン (Olafur Eliasson, Ólafur Elíasson・オウラヴュル・エリアソン　1967年 - ) は、デンマーク・コペンハーゲン生まれのアイスランド系の芸術家。現在はコペンハーゲンおよびベルリン在住。
彫刻と、光・水・気温といった自然の要素を使い、鑑賞者の体験を高める大規模なインスタレーションで知られている。1995年、空間認知の研究所であるスタジオ・オラファー・エリアソンをベルリンに設立した。
オラファーは公共空間でのいくつかのプロジェクトに携わってきた。その中には、1998年から2001年に複数の都市で行ったインターベンション『グリーン・リバー』、2007年に期間限定のパビリオンをノルウェーの建築家シェティル・トレーダル・トールセンと共同で設計したロンドンの『サーペンタイン・ギャラリー・パビリオン』、パブリックアート基金から依頼を受けた2008年の『ニューヨーク・シティ・ウォーターフォールズ』がある。彼はまたブレイクスルー賞のトロフィーをデザインした。その彫刻は、彼の多くの作品と同様に、芸術と科学の共通点を探っている。環状体をかたどり、ブラックホールや銀河から貝殻やDNAのらせん構造にまで見られる自然の形状を想起させる。
オラファーは2009年から2014までベルリン芸術大学の教授、2014年からアディスアベバのアッレ美術デザイン学院（Alle School of Fine Arts and Design）の非常勤教授を務めている。彼のスタジオはベルリンに拠点を置く。

## 経歴

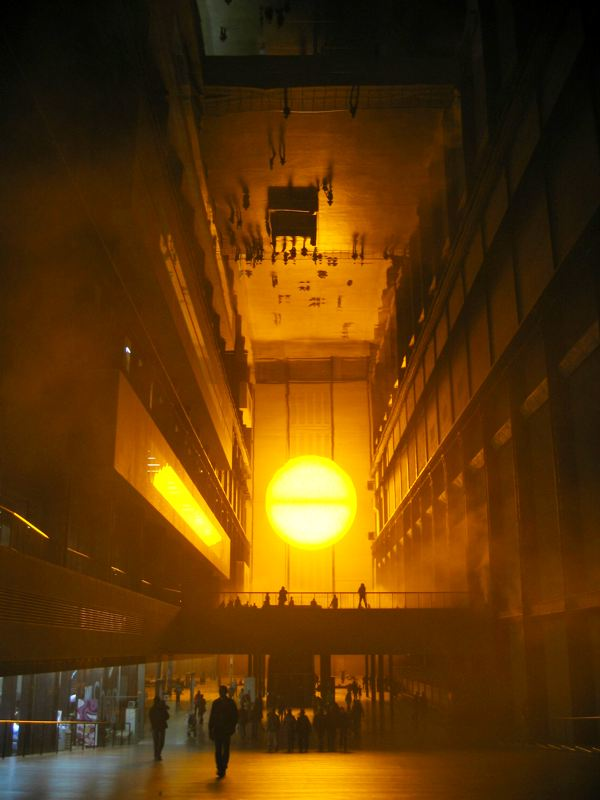
テート・モダンで2003年に展示した『ウェザー・プロジェクト』

1989年から1995年まで王立デンマーク芸術アカデミーで学ぶ。
2003年にロンドンのテート・モダンで"Weather Project"という展示を成功させている。同年にはヴェネツィア・ビエンナーレでデンマーク代表となり好評を収めた。
2014年にウルフ賞芸術部門、2023年に高松宮殿下記念世界文化賞を受賞。

## 作品

デンマークのオーフスにあるアロス・オーフス美術館の屋上に設置された円周150メートルのインスタレーション『ユア・レインボー・パノラマ』

作品は移設可能な装置であることもあるが、大半は設置場所に応じた（サイト・スペシフィックな）インスタレーション作品が多い。自然現象や建築物に大きな興味を持ち、時には機械等も用いて自然現象を思わせる空間を作り、鑑賞者の視覚や認識を揺り動かすことをねらってきた。
グッゲンハイム美術館、ロスアンゼルス現代美術館、金沢21世紀美術館など、世界各地の美術館に作品が所蔵されている。

## ウェザー・プロジェクト
彼を有名にしたこのプロジェクトは、毎年ユニリーバの支援によってテート・モダンのタービンホールで行われているインスタレーション企画のシリーズの一つであった。エリアソンはタービンホールの壁の上方に半円形のオレンジ色の照明でできた巨大な沈まない太陽を掲げ、更に加湿器を設置して砂糖と水を混ぜ合わせた霧を発生させた。タービンホールの天井には一面に鏡が張られ、半円形の照明は天井に反射して円形に輝き、鑑賞者たちは強力なオレンジ色の光の中、天井に小さな黒い影のような自分達を見ることが出来た。

## 展覧会

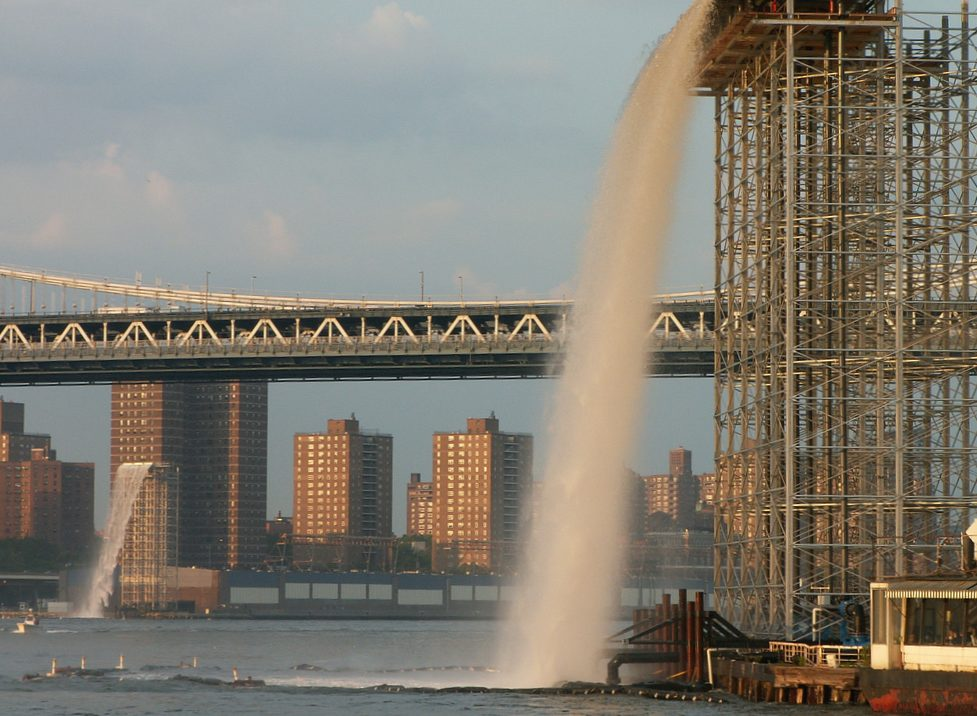
2008年の夏の間、ニューヨーク各所で行われている滝のインスタレーション「ニューヨークシティ・ウォーターフォール」

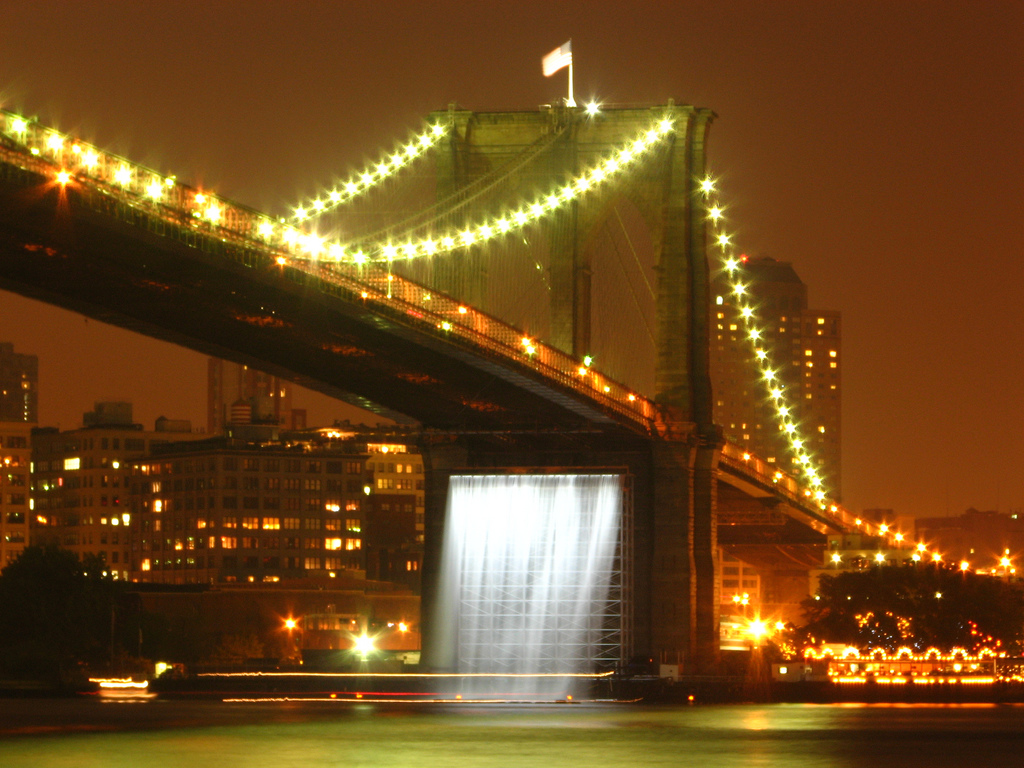
「ニューヨークシティ・ウォーターフォール」、ブルックリン橋

エリアソンは2005年にはオランダのロッテルダム、スウェーデンのマルメやルンドで展覧会を行った。2006年には東京の原美術館でも展覧会を行っている。2011年には東京の東京都現代美術館でプロジェクト展示を行った。2015年には東京の森美術館での展覧会「シンプルなかたち展」に、「丸い虹」を出品した。1999年のヴェネツィア・ビエンナーレ初参加の前後より注目を浴び、世界中での個展・グループ展に招待されてきた。
2017年にはヴェネツィア・ビエンナーレおよび横浜トリエンナーレに出品している。